# Google Cultural Institute
Google Cultural Institute (GCI) is een onderdeel van Google dat een doorgedreven digitalisering en virtualisering van allerlei cultureel materiaal nastreeft om de publieke toegankelijkheid ervan te vergroten en bij te dragen tot de bewaring. Dit gebeurt in samenwerking met bestaande musea en instellingen. Deelnemende partners kunnen gebruikmaken van Googles technologieën en beslissen of en in hoeverre ze hun collecties open stellen. Het resultaat is te zien op de website van het Google Cultural Institute, die is uitgegroeid tot een virtuele tentoonstellingsruimte met miljoenen objecten.

## Geschiedenis
Het initiatief is uitgewerkt in het Franse kantoor van het internetbedrijf, voortbouwend op het in 2010 opgestarte Google Art Project. De lancering van de CGI-website gebeurde in oktober 2012. In december 2013 kreeg het project een fysiek onderkomen in de Parijse vestiging. De eerste directeur was Steve Crossan, later opgevolgd door Amit Sood.
In april 2015 breidde het instituut zijn collectie uit met interactieve 3D-gescande objecten, volledig roteer- en inzoombaar. De weergave gebeurt met WebGL.
Midden 2015 had het instituut al meer dan 800 partnerschappen afgesloten en bood zijn platform digitale weergaves aan van honderdduizenden kunstwerken en miljoenen andere items (foto's, video's, handschriften, audiobestanden...). In de Lage Landen zijn de voornaamste deelnemers het Rijksmuseum van Oudheden en het Mundaneum.

## Activiteiten
Onder de koepel van het Google Cultural Institute zijn verschillende projecten verenigd.
- Google Art Project: een online platform om kunstwerken te bekijken in hoge resolutie (soms in gigapixelformaat zodat kan worden ingezoomd tot op het niveau van penseelstroken);
- World Wonders Project: rondwandelen in werelderfgoed via Street View;
- Google Open Gallery: technologie voor musea en artiesten om online tentoonstellingen te creëren (via Googles domeinnaam "culturalspot.org").

## Debat
Het Google Cultural Institute draagt bij aan de toegang tot cultuur, zowel door de omvang van de beschikbare collecties als door de kwaliteit van de weergave (hoge resolutie, 3D). Het laat musea en instellingen met beperkte middelen toe om toch voortgang te boeken bij het digitaliseren van hun collectie en om dingen te tonen die anders stof zouden verzamelen in hun kelders en archieven.
Nochtans zijn er ook kritische geluiden. Het instituut beweert weliswaar dat het alleen niet-commerciële contracten sluit die het auteursrecht respecteren, maar sommig werk zoals straatkunst lijkt daar deels buiten te vallen (behoudens toestemming van de kunstenaar of in landen met panoramarecht). Omgekeerd is kunst die zich in het publiek domein bevindt niet onbeperkt beschikbaar. Bezoekers kunnen kijken, taggen en links delen, maar niet downloaden en "remixen" zoals bij de Rijksstudio of Wikimedia Commons. Deze verplichting om binnen het Google ecosysteem te blijven, maakt dat het GCI geen vrije digitale publieke ruimte is.
Voorts is de non-commerciële status twijfelachtig. Google verdient weliswaar geen geld met de content, brengt bezoekers geen kosten in rekening en toont geen advertenties op de GCI-website. Toch is het Google Cultural Institute niet opgericht als een non-profit en heeft het zelfs geen eigen rechtspersoonlijkheid. Het is gewoon een afdeling binnen het op winst gerichte Google, Inc., dat zich tot doel heeft gesteld "alle informatie ter wereld te organiseren en universeel toegankelijk en bruikbaar te maken". Het waarmaken van deze ambitie in een context van winstmaximalisering, impliceert volgens critici een grote mate van controle en het beknotten van de interacties die de gebruikers kunnen doen.
Een andere bezorgdheid is dat de weergavekwaliteit zodanig hoog wordt dat het publiek geen reden meer ziet om het fysieke museum nog te bezoeken. Daar heeft de waarneming te lijden onder allerlei beperkingen, gaande van opstelling, lichtweerkaatsing en in acht te nemen veiligheidsafstanden tot drukte. Google brengt daartegen in dat zijn platform de zichtbaarheid verhoogt en daardoor de belangstelling net aanwakkert, zoals mag blijken uit de bezoekerscijfers, die op recordhoogte staan.